# Disney in English
Disney In English è stata una rete televisiva italiana di proprietà della Walt Disney Television Italia.

## Storia
Lanciato il 20 dicembre 2008, trasmetteva i programmi in onda sulle reti madre Disney Channel, Toon Disney, Playhouse Disney e Disney Junior ma in lingua originale, con l'opzione di avere anche i sottotitoli in italiano o in inglese (opzione aggiunta solo alcuni mesi dopo dalla partenza della rete). La partenza del canale è avvenuta con il film Disney per la televisione Camp Rock alle 17:00. Dall'8 ottobre 2012 il canale si è trasferito alla posizione 619 per far posto a Planet Kids, mentre dal 5 novembre 2013 ha cambiato logo e ha cominciato a trasmettere nel formato 16:9.
Il 1º ottobre 2019, in seguito ad un mancato rinnovo contrattuale, il canale ha chiuso su Sky Italia.

## Programmi
- Agente Speciale Oso (2009)
- American Dragon: Jake Long (2008)
- Animali meccanici (2010)
- Babar e le avventure di Badou (2010)
- Bibi piccola strega
- Buona fortuna Charlie
- Charlie e Lola (2008)
- Coppia di re
- Cory alla Casa Bianca (2008)
- Cyber Girls
- Doodlebops Rockin' Road Show
- Fancy Nancy Clancy (2019)
- Fish Hooks - Vita da pesci (2012)
- Groove High - Una casa di cura di amici e familiari (2009)
- Hannah Montana/Hannah Montana Forever
- I'm in the Band
- I Famosi 5 - Casi misteriosi
- I maghi di Waverly (2008)
- I miei amici Tigro e Pooh (2008)
- In giro per la giungla (2010)
- Imagination Movers (2008)
- Jonas/Jonas L.A.
- Jinx - Fornelli e magie
- Kick Chiapposky - Aspirante stuntman (2011)
- Kim Possible (2008)
- La casa di Topolino (2008)
- Lazy Town (2008)
- Le sorelle fantasma
- Life Bites UK
- Little Einsteins (2008)
- Manny Tuttofare (2008)
- Phineas e Ferb (2008)
- Sofia la principessa (2013)
- Rekkit Rabbit (2011)
- Sonny tra le stelle
- Summer Camp (2016)
- The Sleepover Club (2008)
- Tractor Tom (2008)
- Vampirina (2017)
- Zack e Cody al Grand Hotel
- Zack e Cody sul ponte di comando
- Zeke e Luther